# Pseudotetrataxis
Pseudotetrataxis es un género de foraminífero bentónico considerado un sinónimo posterior de Tetrataxis de la familia Tetrataxidae, de la superfamilia Tetrataxoidea, del suborden Fusulinina y del orden Fusulinida. Su especie tipo era Tetrataxis planolocula. Su rango cronoestratigráfico abarcaba el Westphaliense (Carbonífero superior).

## Discusión
Clasificaciones más recientes hubiesen incluido Pseudotetrataxis en el suborden Endothyrina, del orden Endothyrida, de la subclase Fusulinana y de la clase Fusulinata.

## Clasificación
Pseudotetrataxis incluía a la siguiente especie:
- Pseudotetrataxis planolocula